# Into the Light
Into the Light (englisch für „in das Licht“) ist das achte Studioalbum des irischen Sängers Chris de Burgh. Es erschien am 26. Mai 1986 über das Label A&M Records und zählt mit mehr als einer Million verkauften Exemplaren zu den meistverkauften Musikalben in Deutschland.

## Produktion
Into the Light wurde von dem britischen Musikproduzenten Paul Hardiman produziert. Als Autor der Lieder fungierte Chris de Burgh selbst.

## Covergestaltung
Das Albumcover zeigt gemalte Striche in den Farben Gelb, Grün, Blau, Pink, Orange und Lila, die auf einen schwarzen Würfel treffen. Im oberen Teil des Bildes befinden sich die grauen Schriftzüge Chris de Burgh und Into the Light. Der komplette Hintergrund ist in Weiß gehalten.

## Titelliste
| #  | Titel                            | Länge |
| -- | -------------------------------- | ----- |
| 1  | Last Night                       | 6:07  |
| 2  | Fire on the Water                | 4:28  |
| 3  | The Ballroom of Romance          | 4:26  |
| 4  | The Lady in Red                  | 4:16  |
| 5  | Say Goodbye to It All            | 5:23  |
| 6  | The Spirit of Man                | 4:40  |
| 7  | Fatal Hesitation                 | 4:16  |
| 8  | One Word (Straight to the Heart) | 4:30  |
| 9  | For Rosanna                      | 3:39  |
| 10 | The Leader                       | 2:16  |
| 11 | The Vision                       | 3:13  |
| 12 | What About Me?                   | 3:03  |

## Singleauskopplungen
Als erste Single des Albums wurde im April 1986 der Song Fire on the Water veröffentlicht, der Platz 46 in Deutschland erreichte. Die zweite Auskopplung The Lady in Red erschien am 20. Juni 1986 und wurde ein weltweiter Hit. Sie belegte unter anderem die Chartspitze im Vereinigten Königreich sowie Rang drei in den Vereinigten Staaten und Position fünf in Deutschland. Anschließend folgten noch die Singles Fatal Hesitation, The Ballroom of Romance und One Word (Straight to the Heart), die nicht so hohe Chartplatzierungen erreichten.

## Kommerzieller Erfolg

### Chartplatzierungen
Into the Light stieg am 9. Juni 1986 auf Platz 17 in die deutschen Albumcharts ein und erreichte am 1. September 1986 mit Rang zwei die höchste Platzierung, auf der es sich sechs Wochen lang hielt. Insgesamt konnte es sich 62 Wochen in den Top 100 halten, davon 34 Wochen in den Top 10. In der Schweiz und im Vereinigten Königreich belegte das Album ebenfalls Position zwei und hielt sich 34 bzw. 59 Wochen in den Charts. Weitere Top-10-Platzierungen erreichte es unter anderem in Norwegen (Platz eins), den Niederlanden (Rang neun) und Neuseeland (Position zehn). In den deutschen Jahrescharts 1986 belegte Into the Light Platz fünf und 1987 Rang 15.
| ChartsChartplatzierungen       | Höchstplatzierung | Wochen |
| ------------------------------ | ----------------- | ------ |
| Deutschland (GfK)              | 2 (62 Wo.)        | 62     |
| Österreich (Ö3)                | 19 (6 Wo.)        | 6      |
| Schweiz (IFPI)                 | 2 (34 Wo.)        | 34     |
| Vereinigte Staaten (Billboard) | 25 (32 Wo.)       | 32     |
| Vereinigtes Königreich (OCC)   | 2 (59 Wo.)        | 59     |

| ChartsJahrescharts (1986)    | Platzierung |
| ---------------------------- | ----------- |
| Deutschland (GfK)            | 5           |
| Schweiz (IFPI)               | 6           |
| Vereinigtes Königreich (OCC) | 17          |

| ChartsJahrescharts (1987) | Platzierung |
| ------------------------- | ----------- |
| Deutschland (GfK)         | 15          |

### Auszeichnungen für Musikverkäufe
| Professionelle Bewertungen | Professionelle Bewertungen |
| -------------------------- | -------------------------- |
| Kritiken                   |                            |
| Quelle                     | Bewertung                  |
| allmusic                   | [ 13 ]                     |

Into the Light wurde im Jahr 1987 in Deutschland für mehr als eine Million verkaufte Einheiten mit einer doppelten Platin-Schallplatte ausgezeichnet, womit es zu den meistverkauften Musikalben des Landes gehört. Die weltweiten Verkaufszahlen belaufen sich auf über 2,3 Millionen.
| Land/Region                  | Auszeichnungen für Musikverkäufe (Land/Region, Auszeichnung, Verkäufe) | Verkäufe  |
| ---------------------------- | ---------------------------------------------------------------------- | --------- |
| Deutschland (BVMI)           | 2× Platin                                                              | 1.000.000 |
| Kanada (MC)                  | 2× Platin                                                              | 200.000   |
| Neuseeland (RMNZ)            | Platin                                                                 | 20.000    |
| Vereinigte Staaten (RIAA)    | Gold                                                                   | 500.000   |
| Vereinigtes Königreich (BPI) | 2× Platin                                                              | 600.000   |
| Insgesamt                    | 1× Gold · 7× Platin ·                                                  | 2.320.000 |